# Ulises Solís
Pour les articles homonymes, voir Solis.
Ulises Solís est un boxeur mexicain né le 28 août 1981 à Apozol.

## Carrière
Il devient champion du monde des poids mi-mouches IBF le 7 janvier 2006 en battant aux points Will Grigsby.
Après avoir défendu 8 fois sa ceinture entre 2006 et 2008 (remportant notamment le combat revanche face à Grigsby le 25 janvier 2007), il s'incline par KO au 11e round face à Brian Viloria le 19 avril 2009.
Le 18 décembre 2010, Solís fait match nul contre son compatriote Luis Alberto Lazarte, devenu entre-temps le nouveau champion IBF de la catégorie, puis remporte le combat revanche aux points le 30 avril 2011. Il conserve son titre aux points le 27 août contre le philippin Jether Oliva avant d'être destitué par l'IBF l'année suivante. Il gagne son combat suivant mais perd contre Edgar Sosa le 9 mars 2013 par k-o en deux rounds.